# Snow White (film 1916 Weston)
Snow White è un film muto del 1916 diretto da Charles Weston.

## Trama
"Specchio specchio delle mie brame, chi è la più bella del reame?"
Questa è la frase che ogni volta la Regina Cattiva rivolge allo specchio ricevendo la conferma che lei stessa è la più bella.
Ma un giorno lo specchio confessa alla regina che esiste una ragazza più bella di lei: Biancaneve, sua figliastra, che vive nel castello come schiava.
La regina ordina subito ad un guardiacaccia di uccidere la ragazza ma questi mosso da compassione la fa fuggire dal castello lasciandola vicino al sentiero della foresta.
Biancaneve ha paura, ma trova subito una casa abitata da sette piccoli uomini che l'accolgono nella famiglia.
Intanto la Regina Cattiva ha altri piani per sbarazzarsi della ragazza per far sì che diventi la più bella.